# Start (azienda)
La Start S.p.A., fondata il 30 dicembre 1998, è il gestore del trasporto pubblico locale della Provincia di Ascoli Piceno, oltre che dei trasporti urbani nei centri di Ascoli Piceno e San Benedetto del Tronto e dell'autolinea ministeriale Tortoreto-Ascoli-Roma.

## Storia

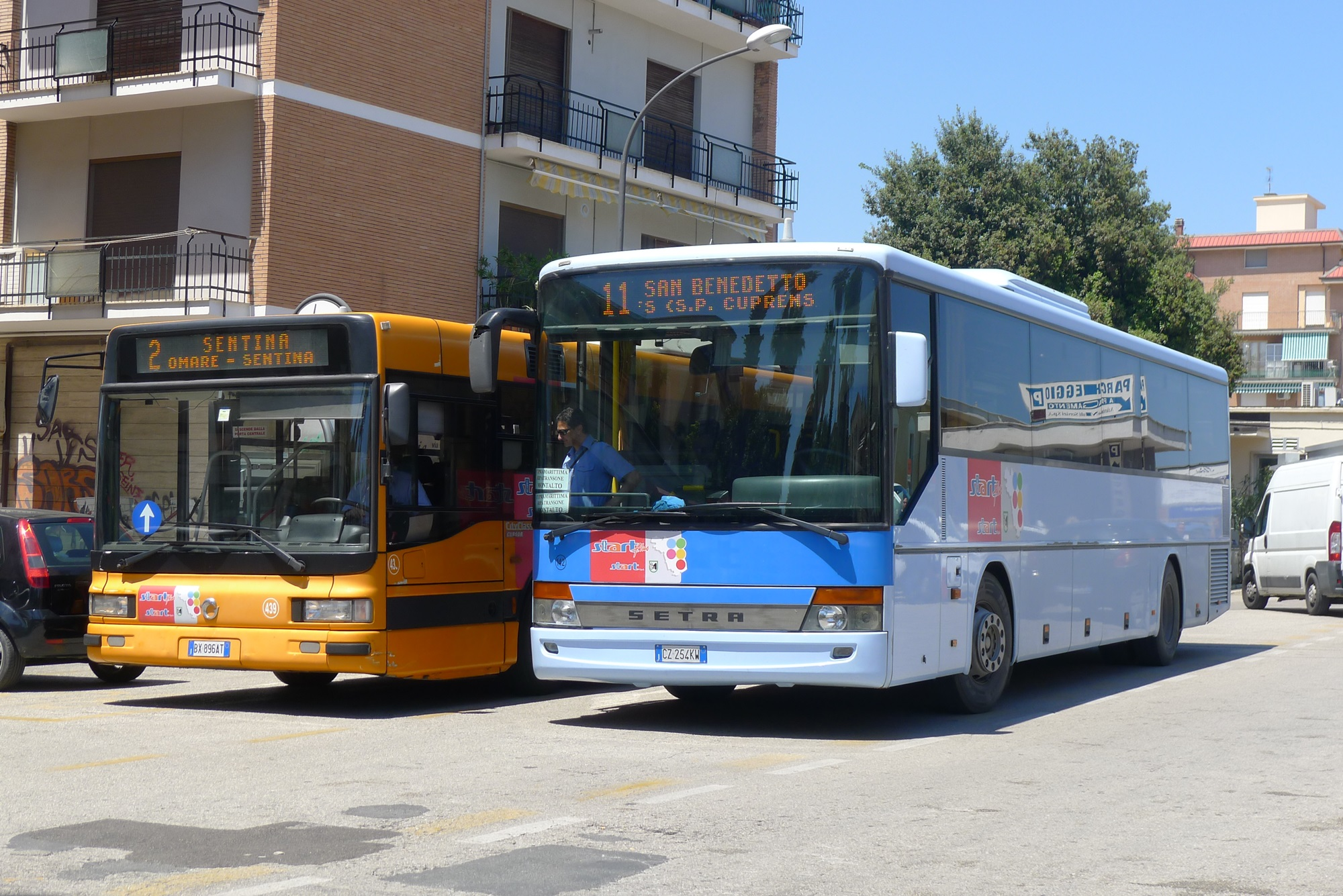
Autobus nel piazzale della Stazione di San Benedetto del Tronto

L'azienda nasce dal conferimento delle tre aziende fino ad allora operanti nell'ambito della Valle del Tronto:
- Consorzio Trasporti Valle del Tronto, gestore dei trasporti interurbani
- Azienda Multi Servizi (S.p.A.), gestore del trasporto urbano di San Benedetto del Tronto
- Società Autoservizi Urbani Comunale (gestione diretta), gestore del trasporto urbano di Ascoli Piceno

Il conferimento delle prime due società è avvenuto il 4 luglio 1999, mentre la terza è confluita in data 1 gennaio 2001.

## Dati aziendali
La START è una società per azioni a partecipazione pubblica i cui soci sono attualmente:
- Provincia di Ascoli Piceno con una quota pari al 32,96%
- Comune di Ascoli Piceno con una quota pari al 32,24%
- Comune di San Benedetto del Tronto con una quota pari al 28,79%
- Ulteriori 8 Comuni più piccoli della Valle del Tronto che complessivamente detengono quote azionarie pari al 6,01%

La società è amministrata da un Consiglio di Amministrazione composto da 3 membri (1 Presidente e due consiglieri).

## Servizio
L'azienda ha ereditato i servizi precedentemente svolti dalle aziende conferite; oltre a svolgere gli autoservizi urbani nei comuni di Ascoli Piceno e San Benedetto del Tronto, svolge i servizi interurbani nell'ambito del bacino AP2 grazie ad un contratto di servizio stipulato con la Regione Marche. Svolge inoltre servizio sull'autolinea ministeriale Tortoreto-Ascoli-Roma e servizi di noleggio autobus con conducente.